# Simca 5
| Simca 5          |                         |
| Simca 5          |                         |
| Fabricante       | Simca                   |
| Tipo             | Cupé                    |
| Producción       | 1936–1949               |
| Sucesor          | Simca 6                 |
| Motor            | 4 cilindros de 570 cc   |
| Potencia         | 12 cv                   |
| Velocidad máxima | 90 km/h                 |
| Transmisión      | Manual de 4 velocidades |
| Longitud         | 3220 mm                 |
| Anchura          | 1350 mm                 |
| Altura           | 1400 mm                 |

El Simca 5 es un modelo de automóvil franco-italiano diseñado por el fabricante italiano Fiat y producido por la francesa Simca y la italiana Fiat entre 1936 y 1949. En Italia se comercializó con el nombre de Fiat 500 Topolino A.

## Historia
El Simca 5 (Fiat 500 Topolino A) es un pequeño automóvil biplaza que se hizo muy popular debido a su ajustado precio; menos de 10.000 francos (9.900) y fue diseñado antes de la Segunda Guerra Mundial por los ingenieros de Fiat en Turín.
Fue presentado por primera vez en Nanterre el 10 de marzo de 1936, tres meses antes que la versión italiana de Fiat y se produjeron 46.473 ejemplares con :
- Suspensión delantera independiente
- Caja de cambios de 4 velocidades
- Frenos hidráulicos de tambor a las 4 ruedas
- Batería de 12 voltios

Era esencialmente idéntico al Fiat topolino, salvo detalles puntuales como los faros de mayor diámetro (191mm) tipo Marchal 391.
Su producción estuvo retrasada por diversas huelgas tras la victoria del Frente Popular en 1936.
En una prueba realizada con el modelo, el Simca 5 consiguió recorrer 110 km con 4,55 litros de gasolina.